# Толуорт
Толуорт (англ. Tolworth) —  пригородная зона на юго-западе Лондона в Королевском боро Кингстон-апон-Темс, расположенная в 11 милях (17,7 км) к юго-западу от Чаринг-Кросс. Соседние места включают Лонг Диттон, Нью-Малден, Кингстон, Сербитон, Беррилендс, Хинчли Вуд, Чессингтон, Юэлл и Вустер-Парк. Сербитон ближайший, примерно в миле к северо-западу. Толуорт разделён на две части, часть — к востоку, а часть — к западу от обхода Кингстона. 
Во время Второй мировой войны на Сербитон  и Толуорт упало несколько летающих бомб Фау-1, в том числе во время печально известной  «катастрофы Дерби Дэй» в июне 1944 года, когда 12 человек были убиты упавшими бомбами.
Одной из достопримечательностей Толуорта является  расположенный к западу от автомагистрали A3  торгово-офисный центр Толуорт Тауэр. Здание, построенное на месте бывшего кинотеатра   «Одеон», было спроектировано Джорджем Маршем  и открыто в 1963 году.

## Известные уроженцы
- Мюриэл Бокс
- Mайк Ли
- Алан Уитли